# Danger Lights

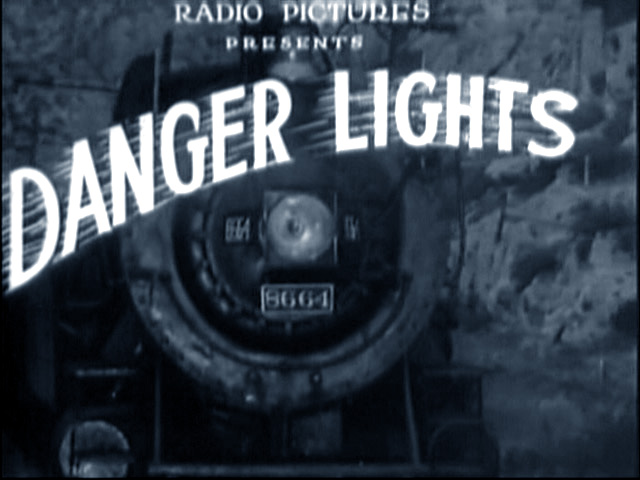
Image de générique du film

Danger Lights est un film américain réalisé par George B. Seitz et sorti en 1930.

## Synopsis
Dan Thorn est un chef de division du Milwaukee Railroad, basé à Miles City dans le Montana lorsque survient un glissement de terrain sur la piste, dont il supervise une équipe de réparation pour la dégager. Plusieurs vagabonds, qui se prélassaient à proximité, sont mis au travail pour aider l'équipage. Thorn découvre que l'un des vagabonds, Larry Doyle, est un ancien ingénieur des chemins de fer qui a perdu son emploi pour insubordination. L'appréciant, il lui offre la possibilité de revenir travailler mais Doyle refuse à plusieurs reprises avant de finalement accepter.
Fiancé à Mary Ryan, Thorn a de moins en moins de temps à lui accorder du fait de son travail et lorsque la femme d'un ingénieur meurt, Thorn passe du temps avec l'homme pour l'empêcher de se saouler et de mettre en danger sa vie professionnel. Incapable d'assister Mary lors d'un rendez-vous, il demande à Doyle de l'accompagner à sa place. Le duo utilise ensuite un pont ferroviaire pour rentrer chez eux à pied lorsqu'un train rapide approche. Doyle emmène Mary dans un refuge au bord de la voie et l'embrasse alors que le train passe à toute allure.
Mary se soucie toujours de Thorn mais elle tombe peu à peu amoureuse de Doyle. Finalement, il la persuade de s'enfuir avec lui à Chicago pour se marier. Mais alors qu'ils marchent le long des voies vers la gare, le pied de Doyle se coince dans un aiguillage ferroviaire car il est réinitialisé à distance pour le train. À ce stade, Thorn s'approche d'ux et menace Doyle à propos de Mary mais lorsqu'il se rend compte que l'homme est piégé, il parvient à lui dégager le pied au dernier moment. Doyle est en sécurité mais Thorn est heurté par le train et grièvement blessé.
Le médecin local dit que Thorn mourra à moins qu'il ne puisse être emmené à Chicago pour une chirurgie cérébrale dans les 5 heures, ce qui nécessiterait un nouveau record de vitesse pour le voyage. Doyle se porte volontaire pour conduire un train spécial et est capable d'accomplir l'exploit. Thorn est sauvé et deux semaines plus tard, il est ramené à Miles City par train, parfaitement conscient mais déprimé. A la gare, Mary est la première à embarquer, et promet de revenir vers lui. Mais Thorn dit que pendant son repos forcé, il s'est rendu compte qu'il était déjà marié à son travail. Il la libère pour épouser Doyle avec sa bénédiction. 
Puis, entendant dehors les cheminots parler comme s'il était foutu, il leur crie de se remettre au travail. Ils le font et sa dépression disparaît.

## Fiche technique
- Réalisation : George B. Seitz
- Scénario : James Ashmore Creelman
- Production : RKO Radio Pictures
- Montage : Archie Marshek
- Durée : 74 minutes (8 bobines)[1]
- Date de sortie : 21 août 1930

## Distribution
- Louis Wolheim : Dan Thorn
- Robert Armstrong : Larry Doyle
- Jean Arthur : Mary Ryan
- Hugh Herbert : Professeur
- Frank Sheridan : Ed Ryan
- Robert Edeson : Tom Johnson
- Alan Roscoe : Jim
- William P. Burt : Chef répartisseur
- James Farley : Joe Geraghty